# Tanguy Ringoir
Tanguy Ringoir est un joueur d'échecs belge né le 29 juin 1994 à Wetteren. Grand maître international depuis 2015, il remporte trois fois le championnat de Belgique d'échecs (en 2012, 2013 et 2016). Au 1er mai 2017, il est le numéro deux belge avec un classement Elo de 2 538 points.

## Biographie
Tanguy Ringoir a poursuivi ses études supérieures aux États-Unis. Il est diplômé de l’UMBC, où il a obtenu un baccalauréat en économie financière ainsi qu’une maîtrise en analyse de la politique économique. Ses recherches doctorales portent sur les effets de la concentration des marchés hospitaliers, avec pour objectif d’évaluer les impacts sur les coûts, la qualité des soins et l’accès aux services de santé.
En plus de ses activités académiques, il est également entraîneur de l’équipe d’échecs de l’UMBC, contribuant au développement stratégique et à la performance des joueurs universitaires.
Doctorat en politiques publiques. 2021-2025.

## Parcours échiquéen
En 2013 Tanguy Ringoir participe aux championnats d'Europe par équipes.
En Belgique, Tanguy Ringoir joue dans les Interclubs entre 2006 et 2014 pour le KSK 47 Eynatten, le Vliegend Peerd Bredene, le Koninklijke Brugse Schaakkring, le Cercle d'Échecs Fontainois et le Schachfreunde Wirtzfeld . Dans la Ligue d'échecs des États-Unis 2014, il a joué au deuxième échiquier pour les Kingfishers de Baltimore.
En novembre 2023 Tanguy Ringoir participe au 31e Tournoi fermé à norme de GMI sur invitation à Charlotte en Caroline du Nord aux États-Unis du 17 au 21 novembre et termine second ex æquo avec 6/9 (3+ 6= 0-). Il enchaîne immédiatement sur un tournoi Open, l'US masters 2023 réunissant 202 joueurs du 22 au 26/11/2023 , il termine 12e au classement général avec un score de 6,5/9 (4+ 5= 0-).
En août 2024 Tanguy Ringoir participe à la 11e édition annuelle du championnat International de Washington à Rockville, Maryland aux États-Unis du 10 au 14 août réunissant 101 participants et termine à la 10e place avec un score de 6/9 (3+ 6= 0-).
En juillet 2025 Tanguy Ringoir participe au 125ième Championnat d'échecs de l'US Open à Middleton, Wiscosin aux Etats-Unis du 28 juillet au 3 août réunissant 514 participants et termine au classement général à la 5e place avec 7,5/9 (6+ 3=)

## Olympiades
Tanguy Ringoir représente la Belgique lors des olympiades de 2012 (6,5 points sur 10 au quatrième échiquier) et 2014 (6,5 points sur 11 au troisième échiquier).